# Colombar à cou roux
Treron fulvicollis
Espèce
Statut de conservation UICN

 VU  : Vulnérable
Le Colombar à cou roux (Treron fulvicollis) est une espèce d'oiseau de la famille des Columbidae.

## Habitat
Il habite les mangroves, les marais et les broussailles humides subtropicales ou tropicales ainsi que les jardins.
Il est menacé par la perte de son habitat.

## Répartition et sous-espèces
Selon Alan Peterson il se répartit en quatre sous-espèces :
- T. f. fulvicollis (Wagler, 1827) — péninsule Malaise et Sumatra ;
- T. f. melopogenys (Oberholser, 1912 — Nias ;
- T. f. oberholseri Chasen, 1935 — îles Natuna ;
- T. f. baramensis Meyer, 1891 — nord de Bornéo et îlots satellites.